# Prefektura apostolska Yixian
Prefektura apostolska Yixian (łac. Praefectura Apostolica Yihsienensis, chiń. 天主教易县监牧区) – rzymskokatolicka prefektura apostolska ze stolicą w Yixianie, w prefekturze miejskiej Baoding, w prowincji Hebei, w Chińskiej Republice Ludowej.
Prefektura nie istnieje w strukturach Patriotycznego Stowarzyszenia Katolików Chińskich, w których cała prefektura miejska Baoding należy do diecezji Baoding.

## Historia
25 maja 1929 z mocy decyzji Piusa XI wyrażonej w brewe Cum venerabilis erygowano misję sui iuris Yixian. Dotychczas wierni z tych terenów należeli do wikariatu apostolskiego Pekinu (obecnie archidiecezja pekińska) i wikariatu apostolskiego Baoding (obecnie diecezja Baoding). 9 grudnia 1935 podniesiono ją do rangi prefektury apostolskiej.
Z 1949 pochodzą ostatnie pełne, oficjalne kościelne statystyki. Prefektura apostolska Yixian liczyła wtedy:
- 6375 wiernych (0,8% społeczeństwa)
- 6 kapłanów (wszyscy diecezjalni)
- 32 siostry i 8 braci zakonnych.

Od zwycięstwa komunistów w chińskiej wojnie domowej w 1949 prefektura apostolska, podobnie jak cały prześladowany Kościół katolicki w Chinach, nie może normalnie działać. Prefekt apostolski o. Tarcisio Martina CSS uciekł przed komunistami do Pekinu, gdzie został jednak aresztowany w październiku 1950. Po pokazowym procesie trafił do ciężkiego więzienia, gdzie był torturowany. 26 grudnia 1954 został zwolniony i zmuszony wyjechać z komunistycznych Chin. Pozostali zagraniczni misjonarze zostali wydaleni z kraju w 1951. 
W latach 80. i 90. XX w wierny papieżowi Kościół podziemny wyświęcił 7 biskupów, z których 3 zostało ordynariuszami, a pozostali koadiutorami lub biskupami pomocniczymi. Biskupi ci nie byli uznawani przez władze świeckie i doświadczali prześladowań. Ostatni ordynariusz Yixian Cosmas Shi Enxiang zmarł w 2015. W czasach Mao spędził on 30 lat w więzieniach i obozach pracy. Sakrę biskupią przyjął w 1982. Więziony ponownie w latach 1989 – 1993. Od 1996 prefekt apostolski Yixian. Od 2001 do śmierci więziony w nieznanym, nawet dla rodziny, miejscu.

## Prefekci apostolscy
- o. Tarcisio Martina CSS[6]
  - superior (1929 – 1935)
  - prefekt apostolski (1935 – 1961) de facto aresztowany w 1950 i wydalony z komunistycznych Chin w 1954, nie miał po tym czasie realnej władzy w prefekturze[2]
- sede vacante (być może urząd prefekta sprawowali duchowni Kościoła podziemnego) (1961 – 1981)
- bp Francis Zhou Shanfu (1981 – 1988)
- bp Peter Liu Guandong (1988 – 1994)
- bp Cosmas Shi Enxiang (1995 – 2015) de facto więziony w nieznanym miejscu od 2001, nie miał po tym czasie realnej władzy w prefekturze[5]
- sede vacante (być może urząd prefekta sprawuje duchowny Kościoła podziemnego) (2015 – nadal)

### Inni biskupi
- bp Peter Liu Guandong (1982 – 1988) koadiutor, następnie prefekt apostolski Yixian
- bp Paul Liu Shuhe (1982 – 1993†) biskup pomocniczy, od 1988 w więzieniu[7]
- Cosmas Shi Enxiang (1982 – 1995) biskup pomocniczy, następnie prefekt apostolski Yixian
- bp John Zhang Qingtian (1992 – ?) biskup pomocniczy[8]
- bp John Chen Cangbao (1997 – ?) koadiutor[9]